# راكدة غرنرية
راكدة غرنرية (الاسم العلمي: Acinetobacter gerneri) هي نوع من البكتيريا يتبع جنس الراكدة من الفصيلة الموراكسيلية.